# Carlos Capuano Martínez
Carlos Raúl Capuano Martínez (Provincia de Córdoba, 3 de abril de 1949 - Buenos Aires, 16 de agosto de 1972) fue un guerrillero argentino de la agrupación Montoneros.

## Comienzo de su militancia
Pertenecía a una familia tradicional de Córdoba y estudiaba arquitectura en la Universidad Nacional de Córdoba, donde comenzó su militancia en la Juventud Estudiantil Católica (JEC). Era amigo de Emilio Maza, Cristina Liprandi de Vélez e Ignacio Vélez y se sumó al grupo que, liderado por el primero y bajo el influjo ideológico de Juan García Elorrio se lanzó a la lucha armada. De mediana estatura, delgado y de tez morena quienes lo conocieron recuerdan sus rasgos suaves, voz queda y gestos parcos.

## Secuestro y asesinato de Pedro Eugenio Aramburu
Participó el 29 de mayo de 1970 en el secuestro de Pedro Eugenio Aramburu condujo el auto que llevaba al militar retirado a la estancia La Celma, cercana a la localidad de Timote donde habría de ser asesinado.
El 1 de julio de 1970 fue uno de los integrantes del comando que realizó en Córdoba la Toma de La Calera, que terminó en un desastre para los guerrilleros cuando además de ser detenidos en su mayoría dejaron en poder de la policía un fichero con las filiaciones de los integrantes de la organización. Capuano Martínez se refugió junto a Ignacio Vélez en un seminario en Buenos Aires. 
El 7 de septiembre de 1970, estuvo con Gustavo Ramus en función de vigilancia afuera de la pizzería La Rueda en la esquina de las calles Villegas y Potosí, pleno centro de William Morris, partido de Morón (hoy, Hurlingham), en la que se reunieron los dirigentes montoneros. Allí se produjo un enfrentamiento cuando la policía trató de identificar a los concurrentes y los guerrilleros resistieron a balazos, resultaron muertos Fernando Abal Medina, máximo responsable de Montoneros, y Ramus, a quien le estalló en las manos una granada.

## Fuga de la Cárcel y muerte de Cambareri
Capuano Martínez fue el jefe operacional del “Comando Eva Perón” que realizó el operativo de las Fuerzas Armadas Peronistas apoyada por las Fuerzas Armadas Revolucionarias y Montoneros el sábado 26 de junio de 1971 en la Cárcel de Mujeres del Buen Pastor, sobre Humberto Primo 378 del barrio de San Telmo, de Buenos Aires, para permitir la fuga de guerrilleras.
El militante de las FAP Bruno Cambareri había asumido en los días previos el papel de prestamista de un guardia de dicha cárcel necesitado de dinero, lo que aprovechó para ingresar. Un abogado de las presas mostró su credencial a los guardias para que le abrieran y al penetrar sacaron armas y redujeron a los guardianes. Cuatro presas, entre las que estaban Amanda Peralta y Marina Malamud de Aguirre debían reducir a la monja que era la directora y sacarle la llave del portón, pero se resistió, no pudieron arrebatarle el llavero y lo arrojó a un agujero del desagüe. Debido a ello para abrir el portón tuvieron que disparar a la cerradura, alertando a los demás guardias y se desató un tiroteo. Las detenidas huyeron en autos que las esperaban y en un enfrentamiento con una patrulla policial murió Cambareri.
En julio de 1971 Capuano Martínez fue designado jefe de la Columna Norte-Oeste de Montoneros. 

## Muerte de un oficial
El 16 de agosto de 1972, cuando estaba en un bar de Barracas con dos compañeros desarmados, un par de policías de civil les pidieron documentos y Capuano Martínez sacó un arma, mató al subcomisario José María Fungueiro e hirió a uno de sus propios compañeros. Cuando estaba a punto de subir a su coche lo alcanzó uno de los disparos policiales y cayó muerto. 
Fue velado en un local sindical de Córdoba y entre los homenajes estaba una corona de flores con la inscripción “Perón-Isabelita” y una cinta grabada por Juan Perón tratándolo de aliado y amigo.